# Pueblo nganasan
El pueblo nganasan (en nganasan: ӈәнә"са(нә") ŋənəhsa(nəh), ня(") ńæh) es un pueblo indígena samoyedo que habita la península de Taimyr en el norte de Siberia, Rusia. Son reconocidos como uno de los pueblos indígenas del norte de Rusia. Residen principalmente en los asentamientos de Ust-Avam, Volochanka y Novaya en el distrito Taymyrsky Dolgano-Nenetsky del distrito de Krai de Krasnoyarsk, con poblaciones más pequeñas que también residen en las ciudades de Dudinka y Norilsk.
Se cree que los nganasanos son descendientes de los pueblos paleo-siberianos que fueron culturalmente asimilados por varios pueblos samoyedos. Los nganasanos eran tradicionalmente un pueblo seminómada cuya principal forma de subsistencia era la caza de renos silvestres, a diferencia de los nenets, que se dedicaban a la cría de renos. A principios del siglo XVII, los nganasanos fueron sometidos al sistema tributario yasak de la Rusia zarista. Vivieron de forma relativamente independiente, hasta los años setenta, cuando se asentaron en las aldeas en las que hoy viven, que se encuentran en los límites meridionales de las rutas nómadas históricas de los nganasanos.
No hay certeza sobre el número exacto de nganasanos que viven en Rusia. El censo ruso de 2002 contó con 862 nganasanos, de los cuales 766 vivían en Rusia. Sin embargo, los que estudian el nganasan estiman que su población comprende aproximadamente 1.000 personas. John Ziker, que vivió con los nganasanos durante períodos prolongados, siempre cita que su población es de aproximadamente 1000 personas en sus obras. Históricamente, la lengua nganasan y el ruso taymyr pidgin, eran los únicos idiomas que se hablaban entre los nganasanos, pero con el aumento de la educación y el asentamiento en las aldeas, el idioma ruso se ha convertido en la primera lengua de muchos de ellos. Algunos viven en aldeas con mayoría de dolganos, como en Ust'-Avam. La lengua nganasan se considera seriamente amenazada y se estima que un máximo de 500 personas pueden hablarla, con un dominio muy limitado entre los menores de dieciocho años.

## Etimología
Los nganasanos se refirieron a sí mismos en idioma ruso como samoyedos, pero también a menudo usaban este término cuando se referían a la gente de Enets y en su lugar se referían a sí mismos como «pueblo Avam». Para los nganasanos, el término significaba «ngano-nganasana», que significa «gente real» en el idioma nganasan, y se refería tanto a ellos mismos como a la vecina Madu Enets. Sin embargo, en su propio idioma, los Avam Nganasans se refieren a sí mismos como «nya-tansa», que se traduce como «tribu de camaradas», mientras que los Vadeyev Nganasans de Oriente prefieren referirse a sí mismos como «a'sa'», que significa «hermano», pero también los evenki o dolgano. Los nganasanos también fueron llamados antiguamente Tavgi Samoyeds o Tavgis por los rusos, que deriva de la palabra tavgy en el idioma nenezo. Después de la Revolución Rusa, los nganasanos adoptaron su denominación actual.

## Geografía

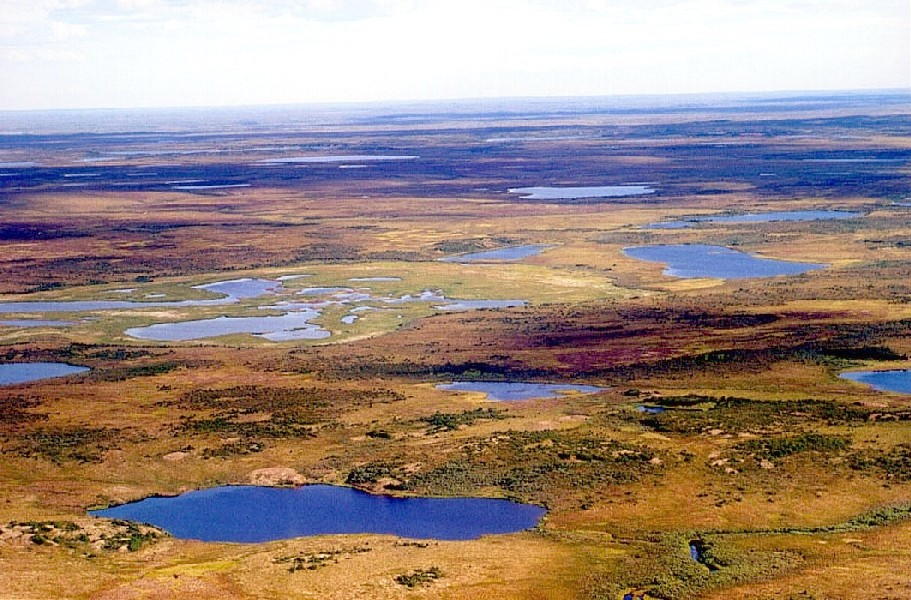
Paisaje típico de la península de Taimyr, de tipo tundra con numerosos lagos pequeños.

Los nganasanos son el grupo étnico más septentrional del continente euroasiático y de la Federación Rusa, que habitan históricamente la tundra de la península de Taymyr. Las áreas que habitaban se extendían sobre una superficie de más de 100.000 kilómetros cuadrados, desde el río Golchikha en el oeste hasta la bahía de Khatanga en el este, y desde el lago Taimir en el norte hasta el río Dudypta en el sur. Las áreas de caza de los nganasanos a menudo coincidían con las de los dolganos y los enets en el este y en el oeste, respectivamente. En invierno residían en el sur de la península, en el borde de la línea de árboles del Ártico, y durante el verano seguían a los renos salvajes hasta 400 millas al norte, llegando a veces hasta los montes Byrranga.

## Historia

### Demografía
Demografía histórica de los nganasanos en Rusia durante el siglo XX
No se puede compilar la entrada de EasyTimeline:

Timeline generation failed: 1 error found

Line 6:   id:gray1 value:gray(0.9)    ptogo+

- Invalid attribute 'ptogo+' ignored.

```
 Specify attributes as 'name:value' pairs.

```

### Orígenes
Están considerados por la mayoría de los etnógrafos que los estudian como un grupo étnico cuando los pueblos samoyedos emigraron a la península de Taymyr desde el sur, encontrándose con los pueblos paleo-siberianos que vivían allí y que luego asimilaron en su cultura. Un grupo de samoyedos se casó con pueblos paleo-siberianos que vivían entre los ríos Taz y Yenesei, formando un grupo al que el etnógrafo soviético B. O. Dolgikh se refiere como los «Samoyedos-Ravens». Otro grupo se casó con los habitantes paleo-siberianos del río Piasina y formó otro grupo al que llamó las «Águilas Samoyedas». Posteriormente, un grupo de pueblos tunguses emigró a la región cercana al lago Piasino y al río Avam, donde fueron absorbidos por la cultura samoyeda, formando un nuevo grupo llamado los tidiris. Había otro grupo de pueblos tunguses llamado los tavgs que vivían a lo largo de las cuencas de los ríos Khatanga y Anabar y entraron en contacto con los mencionados pueblos samoyedos, absorbiendo su lengua y creando su propio dialecto tavg savoyedico. Se sabe que los antepasados de los nganasanos anteriormente habitaban en un territorio más al sur, por datos de un libro, en la ciudad de Mangazeya que enumera los pagos de yasak (tributo a la piel) de los nganasanos que se cazaban martas, un animal que no habita en la tundra donde ahora viven los nganasanos.
A mediados del siglo XVII, los pueblos tunguses comenzaron a empujar a los samoyedos hacia el norte, hacia la tundra de la península de Taimyr, donde se fusionaron en una tribu llamada Avam Nganasans. Como los tavgs eran el grupo samoyedo más grande en el momento de esta fusión, su dialecto formó la base de la actual lengua nganasan. A finales del siglo XIX, un grupo de tunguses llamados vanyadyrs también se trasladaron a la península oriental de Taimyr, donde fueron absorbidos por los Avam Nganasans, dando lugar a la tribu que ahora se llama Vadeyev Nganasans. En el siglo XIX, un miembro de los dolganos, un pueblo turco que vivía al este de los nganasanos, también fue absorbido por los nganasanos, y sus descendientes formaron un clan con el mismo nombre, que hoy en día, aunque lingüísticamente plenamente samoyédico, sigue siendo reconocido como dolgano en origen.

### Vivienda tradicional

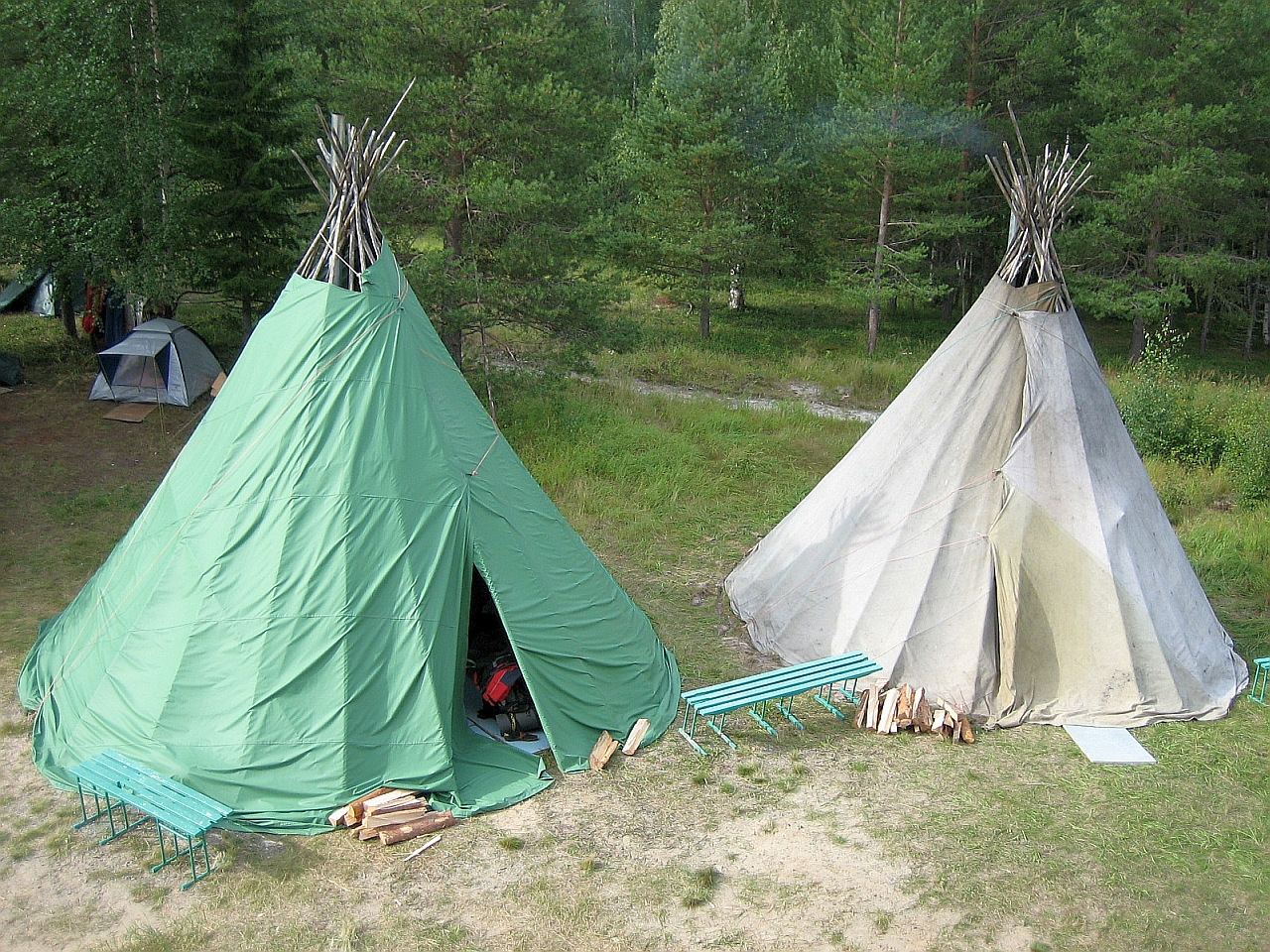
Tipo de tienda chum.

La vivienda tradicional era un chum (carpa o tienda de campaña) de tipo cónico similar al de los nenets. Su tamaño dependía del número de personas que vivían en ella (generalmente entre una y cinco familias) y fluctuaba en promedio entre 3 y 9 m de diámetro. La estructura de la tienda se componía de 20 a 60 postes largos ensamblados en forma de cono y recubiertos de piel de reno. Para el verano, la carpa estaba cubierta con una capa de piel, mientras que en invierno se necesitaban dos capas. La puerta era del mismo material y se instalaba según la dirección del viento. En invierno, se levantaban montones de tierra alrededor del chum para protegerlo del viento. En el centro de la tienda, frente a la entrada, estaba el vestíbulo. En la parte superior del había una abertura para la evacuación de humos. Detrás de la casa estaba el «lugar limpio», donde las mujeres no debían ir. El lugar de las mujeres estaba cerca de la entrada, donde se guardaban los utensilios domésticos.
Desde los años 1930, también se utiliza el trineo de dolgano: es un trineo sobre el que se estiran pieles de reno o lonas. Durante el año, los líderes de caza de renos cambian de casa tres veces: usaban el trineo en invierno, el choum en verano y una tienda de campaña cubierta con lonas en otoño. La entrada a la casa suele estar orientada al sureste. A finales del siglo XIX y principios del XX, los nganasanos no tenían un lugar permanente para vivir. Las rutas de trashumancia se planificaban de antemano con los vecinos.

## Contacto con los rusos
Entraron en contacto por primera vez con los rusos a principios del siglo XVII, y después de cierta resistencia, comenzaron a rendir homenaje al Zar en forma de pieles de marta bajo el sistema del tributo yasak en 1618, y los recaudadores de impuestos se establecieron en el «Cuartel de Invierno de Avam», en la confluencia de los ríos Avam y Dudypta, donde se encuentra el asentamiento de hoy en día de Ust'-Avam. Los nganasanos a menudo trataban de evitar pagar el yasak cambiando los nombres que les daban a los rusos. Las relaciones entre los rusos y los nganasanos no siempre fueron pacíficas. En 1666, los nganasanos emboscaron y mataron a recaudadores de yasak, soldados, comerciantes y sus intérpretes en tres ocasiones diferentes, robando las pieles de marta y los bienes que les pertenecían. En el transcurso del año, 35 hombres fueron asesinados en total.
Tenían poco contacto directo con los comerciantes y, a diferencia de la mayoría de los siberianos indígenas, nunca fueron bautizados, ni contactados por los misioneros. Algunos comerciaban directamente con los rusos, mientras que otros lo hacían a través de los dolganos. Normalmente intercambiaban pieles de marta por alcohol, tabaco, té y diversas herramientas, productos que se integraban rápidamente en su cultura. Otra importación de los rusos fue la enfermedad. En la década de 1830, y de nuevo de 1907 a 1908, los Nganasanos fueron devastados por brotes de viruela.

## Unión Soviética
Los nganasanos entraron en contacto por primera vez con los soviéticos en la década de 1930, cuando el gobierno instituyó un programa de colectivización. Los soviéticos habían establecido que el 11% de las familias poseían el 60% de los ciervos, mientras que el 66% inferior únicamente poseía el 17%, y lo remediaron colectivizando la propiedad de los renos alrededor de los cuales se asentaron los nganasanos. Esto representó un gran cambio en el estilo de vida, ya que habían sido principalmente cazadores de renos y se vieron obligados a ampliar sus pequeñas existencias de renos domesticados que antes únicamente se destinaban principalmente al transporte o se comían durante los períodos de hambruna. Además, los soviéticos se interesaron más por los nganasanos como pueblo y, a partir de la década de 1930, los etnógrafos comenzaron a estudiar sus costumbres.
A pesar de la colectivización y la institución de los koljos, los nganasanos fueron capaces de mantener un estilo de vida seminómada tras la domesticación de las manadas de renos hasta principios de la década de 1970, cuando el Estado estableció a los nganasanos junto con los dolganos y los enets en tres pueblos diferentes que construyó: Ust'-Avam, Volochanka y Novaya. Se combinaron para crear las aldeas, y después de establecerse en ellas, los nganasanos pasaron a trabajar para gospromkhoz Taymirsky, la empresa de caza del gobierno, que suministraba carne al floreciente centro industrial de Norilsk, en el suroeste. En 1978 había cesado todo el pastoreo de renos domésticos y, con el nuevo equipo soviético, el rendimiento de los renos silvestres alcanzó los 50.000 en la década de 1980. La mayoría de los hombres nganasanos eran cazadores, y las mujeres trabajaban como maestras o costureras decorando botas de reno. Los niños comenzaron a estudiar en idioma ruso, e incluso cursaban estudios secundarios. La economía planificada soviética los benefició al proporcionar en sus asentamientos salarios, maquinaria, bienes de consumo y educación adecuados, lo que les permitió alcanzar un nivel de vida relativamente alto a finales de la década de 1980.

## Religión
La religión tradicional de los nganasanos es animista y 
chamánica, y ha permanecido relativamente libre de influencias extranjeras debido al aislamiento geográfico en que han estado hasta la historia reciente.